# Ignazio Cutrò
Ignazio Cutrò (Bivona, 2 marzo 1967) è un imprenditore italiano, testimone di giustizia.

## Biografia
Cutrò, imprenditore siciliano e Presidente dell'Associazione Nazionale Testimoni di Giustizia, è stato sottoposto, assieme alla famiglia, ad un programma speciale di protezione per aver denunciato i suoi estorsori.
Il primo attentato risale alla sera del 10 ottobre 1999 quando gli fu bruciata una pala meccanica in contrada Canfutino a Bivona e Cutrò presentò la prima denuncia contro ignoti.
Da quel momento è un susseguirsi di minacce e intimidazioni, fino al 2006 quando Cutrò decide di diventare un testimone di giustizia, denunciando i suoi estorsori. Grazie alle sue testimonianze viene avviata l'operazione "Face off", nella quale vengono arrestati i fratelli Luigi, Marcello e Maurizio Panepinto e che porta nel gennaio 2011 ad un totale di 66 anni e mezzo di carcere.
La collaborazione con la magistratura, condiziona però l'attività imprenditoriale di Cutrò, che non riceve più commesse e che dichiara comunque di essere fiero della scelta fatta.
Nel giugno 2012, grazie all'intervento della Regione Siciliana riprende la propria attività imprenditoriale, ottenendo un contratto con il Consorzio per le Autostrade Siciliane.
Nel febbraio del 2013 partecipa alla fondazione dell'Associazione Nazionale dei Testimoni di Giustizia, di cui è eletto presidente.
Nell'agosto 2013 il Governo Letta ha approvato un decreto legge che permette ai testimoni di giustizia di essere assunti nella pubblica amministrazione, come avveniva fino ad allora per le vittime del terrorismo e della criminalità organizzata, accogliendo così la proposta portata avanti dall'Associazione Nazionale dei Testimoni di Giustizia.
Ignazio Cutrò è stato assunto presso l'Amministrazione Regionale Siciliana il 1º ottobre 2015, prendendo servizio presso il Centro per l'impiego di Bivona, suo paese di origine.
La sua storia è raccontata anche nel libro La forza del gruppo, del 2011, di Mauro Baricca, Salvatore Vella e Demetrio Pisani.
Nel gennaio 2022 diventa presidente di Nuovi Orizzonti per l'Italia di Elisabetta Trenta.
Nel 2023 è uscito Tufo, della regista torinese Victoria Musci, un film di animazione di 26' basato sulla storia vera del testimone di giustizia Ignazio Cutrò. Prodotto da Ibrido Studio, Show Lab e Les Contes Modernes, è stato trasmesso su Rai 3 il 23 maggio 2023 in occasione della Giornata della legalità.